# Campeonato Mundial de Baloncesto Femenino Sub-19 de 2021
El Campeonato Mundial de Baloncesto Femenino Sub-19 de 2021 fue la decimocuarta edición del torneo organizado por FIBA que enfrentó a los seleccionados nacionales femeninos juveniles de 19 años o menos. Tuvo lugar en la ciudad húngara de Debrecen desde el 7 hasta el 15 de agosto de 2021.

## Clasificación
La clasificación al campeonato se vio afectada por la suspensión de las competencias FIBA durante el año 2020 a causa de la pandemia de COVID-19. Por esta razón, solo los equipos africanos clasificaron directamente a través de sus competencias continentales. Para el resto de las regiones, se usó la posición de los equipos en la clasificación mundial de FIBA para determinar su participación en el torneo.
| Competición                                                     | Fecha                    | Sede     | Plazas | Equipos clasificados                        |
| --------------------------------------------------------------- | ------------------------ | -------- | ------ | ------------------------------------------- |
| País anfitrión                                                  | —                        | —        | 1      | Hungría                                     |
| Campeonato FIBA África Femenino Sub-18 de 2020                  | 3–9 de diciembre de 2020 | El Cairo | 2      | Egipto Malí                                 |
| Mejores 4 equipos de FIBA Américas en clasificación mundial     | —                        | —        | 4      | Argentina Brasil Canadá Estados Unidos      |
| Mejores 4 equipos de FIBA Asia/Oceanía en clasificación mundial | —                        | —        | 4      | Australia China Corea del Sur Japón         |
| Mejores 5 equipos de FIBA Europa en clasificación mundial       | —                        | —        | 5      | España Francia Italia República Checa Rusia |
| Total                                                           | Total                    | Total    | 16     | 16                                          |

## Organización

### Sedes
| Debrecen                |                        |
| Debrecen                |                        |
| Hódos Imre Sportcsarnok | Oláh Gábor Sports Hall |
| Capacidad: 1 300        | Capacidad: 1 500       |
|                         |                        |

### Sorteo de grupos
Para el sorteo de los grupos, los equipos participantes fueron repartidos en los siguientes cuatro bombos.
| Bombo 1                              | Bombo 2                              | Bombo 3                                    | Bombo 4                      |
| ------------------------------------ | ------------------------------------ | ------------------------------------------ | ---------------------------- |
| Estados Unidos Canadá España Hungría | Francia Italia Rusia República Checa | Australia Japón Corea del Sur China Taipéi | Brasil Argentina Egipto Malí |

El sorteo tuvo lugar el 28 de abril de 2021 en Berlín, Alemania.
| Grupo A                                | Grupo B                              | Grupo C                             | Grupo D                           |
| -------------------------------------- | ------------------------------------ | ----------------------------------- | --------------------------------- |
| Estados Unidos Italia Australia Egipto | Hungría Rusia China Taipéi Argentina | España Francia Corea del Sur Brasil | Canadá República Checa Japón Malí |

## Fase de grupos
Todos los horarios corresponden al huso horario local, UTC+2.

### Grupo A
| Pos. | Equipo         | PJ | G | P | PF  | PC  | DP   | Pts |
| ---- | -------------- | -- | - | - | --- | --- | ---- | --- |
| 1    | Estados Unidos | 3  | 3 | 0 | 292 | 132 | +160 | 6   |
| 2    | Australia      | 3  | 2 | 1 | 216 | 169 | +47  | 5   |
| 3    | Italia         | 3  | 1 | 2 | 160 | 227 | −67  | 4   |
| 4    | Egipto         | 3  | 0 | 3 | 137 | 277 | −140 | 3   |

 Fuente: FIBA

#### Jornada 1
| 7 de agosto de 2021 | Australia                                            | 99–28                              | Egipto                                                           | Debrecen                                                                                    |  |
| 17:00               | Parciales: 34-8, 18-2, 18-10, 29-8                   | Parciales: 34-8, 18-2, 18-10, 29-8 | Parciales: 34-8, 18-2, 18-10, 29-8                               |                                                                                             |  |
|                     | Estadísticas Melbourne 19 Rees 13 Melbourne, Prior 5 | Reporte Pts Reb Asts               | Estadísticas 10 Hussein 13 Hussein 1 cuatro jugadoras 12 Hussein | Pabellón: Oláh Gábor Sports Hall Árbitros: Andrei Sharapa Chuen Wing Leong Veronika Vávrová |  |

| 7 de agosto de 2021 | Italia                                                            | 37–96                                | Estados Unidos                                   | Debrecen                                                                                           |  |
| 20:30               | Parciales: 11-27, 3-21, 12-24, 11-24                              | Parciales: 11-27, 3-21, 12-24, 11-24 | Parciales: 11-27, 3-21, 12-24, 11-24             | |  |
|                     | Estadísticas Spinelli 13 Mbengue 7 Bovenzi, Spinelli, Colognesi 2 | Reporte Pts Reb Asts                 | Estadísticas 15 Citron 9 Ware 7 Paopao 22 Paopao | Pabellón: Hódos Imre Sportcsarnok Árbitros: Martin Horozov Esperanza Mendoza Holgado Kristian Páez |  |

#### Jornada 2
| 8 de agosto de 2021 | Egipto                                                                                | 73–81 TE                                           | Italia                                                                      | Debrecen                                                                               |  |
| 17:00               | Parciales: 24-18, 15-13, 13-17, 17-21 (T.E.: 4-12)                                    | Parciales: 24-18, 15-13, 13-17, 17-21 (T.E.: 4-12) | Parciales: 24-18, 15-13, 13-17, 17-21 (T.E.: 4-12)                          |                                                                                        |  |
|                     | Estadísticas Heshameldin 22 Abdellatif, Elfiky, Hussein 7 Abdelhamid 4 Heshameldin 23 | Reporte Pts Reb Asts Val                           | Estadísticas 21 Spinelli 11 Spinelli 6 Bovenzi 14 Bovenzi, Spinelli Panzera | Pabellón: Oláh Gábor Sports Hall Árbitros: Martin Horozov Yann Davidson Alexandra Stan |  |

| 8 de agosto de 2021 | Estados Unidos                                  | 99–59                                 | Australia                                                                 | Debrecen                                                                                          |  |
| 20:00               | Parciales: 25-20, 27-15, 20-14, 27-10           | Parciales: 25-20, 27-15, 20-14, 27-10 | Parciales: 25-20, 27-15, 20-14, 27-10                                     |                                                                                                   |  |
|                     | Estadísticas Clark 24 Betts 12 Clark 7 Clark 25 | Reporte Pts Reb Asts Val              | Estadísticas 11 Melbourne 6 Prior 3 Loughridge, Pollerd, Puoch 13 Pollerd | Pabellón: Oláh Gábor Sports Hall Árbitros: Tomas Jasevičius Esperanza Mendoza Holgado Siniša Prpa |  |

#### Jornada 3
| 10 de agosto de 2021 | Italia                                                          | 42–58                              | Australia                                            | Debrecen                                                                                  |  |
| 20:30                | Parciales: 9-15, 17-15, 9-16, 7-12                              | Parciales: 9-15, 17-15, 9-16, 7-12 | Parciales: 9-15, 17-15, 9-16, 7-12                   |                                                                                           |  |
|                      | Estadísticas Panzera 10 Panzera 9 cuatro jugadoras 2 Panzera 10 | Reporte Pts Reb Asts Val           | Estadísticas 10 Loughridge 14 Prior 6 Prior 24 Prior | Pabellón: Oláh Gábor Sports Hall Árbitros: Gatis Salins Mihkel Männiste Felipe Valenzuela |  |

| 10 de agosto de 2021 | Egipto                                                           | 36–97                               | Estados Unidos                                  | Debrecen                                                                                  |  |
| 20:30                | Parciales: 7-34, 12-21, 4-26, 13-16                              | Parciales: 7-34, 12-21, 4-26, 13-16 | Parciales: 7-34, 12-21, 4-26, 13-16             |                                                                                           |  |
|                      | Estadísticas Heshameldin 13 Hussein 9 Abdelhamid 3 Heshameldin 5 | Reporte Pts Reb Asts Val            | Estadísticas 18 Fudd 13 Betts 8 Clark 30 Citron | Pabellón: Hódos Imre Sportcsarnok Árbitros: Paulo Marques Nicolás Flores Veronika Vávrová |  |

### Grupo B
| Pos. | Equipo       | PJ | G | P | PF  | PC  | DP  | Pts |
| ---- | ------------ | -- | - | - | --- | --- | --- | --- |
| 1    | Rusia        | 3  | 3 | 0 | 215 | 143 | +72 | 6   |
| 2    | Hungría (H)  | 3  | 2 | 1 | 235 | 141 | +94 | 5   |
| 3    | Argentina    | 3  | 1 | 2 | 136 | 209 | −73 | 4   |
| 4    | China Taipéi | 3  | 0 | 3 | 143 | 236 | −93 | 3   |

 Fuente: FIBA

#### Jornada 1
| 7 de agosto de 2021 | China Taipéi                               | 42–99                               | Hungría                                                  | Debrecen                                                                             |  |
| 17:30               | Parciales: 8-20, 14-19, 8-27, 12-33        | Parciales: 8-20, 14-19, 8-27, 12-33 | Parciales: 8-20, 14-19, 8-27, 12-33                      |                                                                                      |  |
|                     | Estadísticas Kuo 13 Chen C. 6 Yeh 3 Kuo 11 | Reporte Pts Reb Asts Val            | Estadísticas 17 Madar 8 Sitku, Krasovec 5 Román 22 Madar | Pabellón: Hódos Imre Sportcsarnok Árbitros: Gatis Salins Alexey Stepanenko Aya Ahmed |  |

| 7 de agosto de 2021 | Rusia                                                               | 73–42                                | Argentina                                                      | Debrecen                                                                              |  |
| 20:00               | Parciales: 17-10, 18-13, 22-9, 16-10                                | Parciales: 17-10, 18-13, 22-9, 16-10 | Parciales: 17-10, 18-13, 22-9, 16-10                           |                                                                                       |  |
|                     | Estadísticas Savkovich 15 Kosu 9 Elberg, Savkovich 4 Koshechkina 21 | Reporte Pts Reb Asts Val             | Estadísticas 7 Maza, Fernández 6 Buzzetti 3 Baccarelli 7 Bazán | Pabellón: Oláh Gábor Sports Hall Árbitros: Gina Cross Alexandre Deman Jean Ruhamiriza |  |

#### Jornada 2
| 8 de agosto de 2021 | Hungría                                                  | 56–70                                 | Rusia                                                  | Debrecen                                                                                   |  |
| 17:30               | Parciales: 16-17, 12-15, 16-16, 12-22                    | Parciales: 16-17, 12-15, 16-16, 12-22 | Parciales: 16-17, 12-15, 16-16, 12-22                  |                                                                                            |  |
|                     | Estadísticas Dombai 16 Sitku, Miklos 5 Boros 5 Dombai 11 | Reporte Pts Reb Asts Val              | Estadísticas 20 Kosu 20 Kosu 3 Kosu, Savkovich 32 Kosu | Pabellón: Hódos Imre Sportcsarnok Árbitros: Andrei Sharapa Johnny Batista Veronika Vávrová |  |

| 8 de agosto de 2021 | Argentina                                                | 65–56                                 | China Taipéi                                                   | Debrecen                                                                                |  |
| 20:30               | Parciales: 17-14, 10-16, 23-12, 15-14                    | Parciales: 17-14, 10-16, 23-12, 15-14 | Parciales: 17-14, 10-16, 23-12, 15-14                          |                                                                                         |  |
|                     | Estadísticas Buzzetti 16 Buzzetti 16 Marín 5 Buzzetti 29 | Reporte Pts Reb Asts Val              | Estadísticas 19 Chen C. 7 Kuo, Chen C. 3 Li Y., Yeh 17 Chen C. | Pabellón: Hódos Imre Sportcsarnok Árbitros: Christine Vuong Alexandre Deman Lee Ji-Youn |  |

#### Jornada 3
| 10 de agosto de 2021 | Rusia                                                          | 72–45                                | China Taipéi                                         | Debrecen                                                                                            |  |
| 17:30                | Parciales: 15-15, 26-6, 16-12, 15-12                           | Parciales: 15-15, 26-6, 16-12, 15-12 | Parciales: 15-15, 26-6, 16-12, 15-12                 | |  |
|                      | Estadísticas Odintcova 20 Odintcova 11 Tumanova 5 Odintcova 27 | Reporte Pts Reb Asts Val             | Estadísticas 11 Tang 5 Kuo 2 seis jugadoras Li Y. 13 | Pabellón: Oláh Gábor Sports Hall Árbitros: Esperanza Mendoza Holgado Christine Vuong Alexandra Stan |  |

| 10 de agosto de 2021 | Hungría                                            | 80–29                               | Argentina                                        | Debrecen                                                                        |  |
| 17:30                | Parciales: 12-10, 30-5, 19-4, 19-10                | Parciales: 12-10, 30-5, 19-4, 19-10 | Parciales: 12-10, 30-5, 19-4, 19-10              |                                                                                 |  |
|                      | Estadísticas Dombai 16 Madar 10 Dombai 4 Dombai 21 | Reporte Pts Reb Asts Val            | Estadísticas 7 Maza 7 Buzzetti 2 Maza 9 Buzzetti | Pabellón: Hódos Imre Sportcsarnok Árbitros: Gina Cross Siniša Prpa Carlos Vélez |  |

### Grupo C
| Pos. | Equipo        | PJ | G | P | PF  | PC  | DP   | Pts |
| ---- | ------------- | -- | - | - | --- | --- | ---- | --- |
| 1    | Francia       | 3  | 3 | 0 | 241 | 148 | +93  | 6   |
| 2    | España        | 3  | 2 | 1 | 231 | 124 | +107 | 5   |
| 3    | Corea del Sur | 3  | 1 | 2 | 152 | 253 | −101 | 4   |
| 4    | Brasil        | 3  | 0 | 3 | 148 | 247 | −99  | 3   |

 Fuente: FIBA

#### Jornada 1
| 7 de agosto de 2021 | España                                            | 87–37                               | Corea del Sur                                            | Debrecen                                                                                     |  |
| 11:30               | Parciales: 19-2, 20-15, 20-13, 28-7               | Parciales: 19-2, 20-15, 20-13, 28-7 | Parciales: 19-2, 20-15, 20-13, 28-7                      |                                                                                              |  |
|                     | Estadísticas García 16 Capel 7 Lamana 7 Lamana 22 | Reporte Pts Reb Asts Val            | Estadísticas 11 Park S. 6 Cho 2 Cho, Lee H., Byun Moon 7 | Pabellón: Hódos Imre Sportcsarnok Árbitros: Christine Vuong Mihkel Männiste Jelena Smiljanić |  |

| 7 de agosto de 2021 | Francia                                            | 84–52                               | Brasil                                                                   | Debrecen                                                                              |  |
| 14:30               | Parciales: 11-17, 30-9, 20-20, 23-6                | Parciales: 11-17, 30-9, 20-20, 23-6 | Parciales: 11-17, 30-9, 20-20, 23-6                                      |                                                                                       |  |
|                     | Estadísticas Bussière 22 Djoko 9 Lacan 10 Lacan 30 | Reporte Pts Reb Asts Val            | Estadísticas 16 Maiara Pereira 9 Maiara Pereira 5 Dias 15 Maiara Pereira | Pabellón: Hódos Imre Sportcsarnok Árbitros: Alexey Davydov Johnny Batista Siniša Prpa |  |

#### Jornada 2
| 8 de agosto de 2021 | Corea del Sur                        | 35–92                              | Francia                                                 | Debrecen                                                                                  |  |
| 11:00               | Parciales: 7-17, 11-35, 8-19, 9-21   | Parciales: 7-17, 11-35, 8-19, 9-21 | Parciales: 7-17, 11-35, 8-19, 9-21                      |                                                                                           |  |
|                     | Estadísticas Sim 9 Cho 6 Sim 5 Sim 7 | Reporte Pts Reb Asts Val           | Estadísticas 20 Bussière 8 Bussière 4 Lacan 29 Bussière | Pabellón: Oláh Gábor Sports Hall Árbitros: Paulo Marques Alexey Stepanenko Nicolás Flores |  |

| 8 de agosto de 2021 | Brasil                                                                     | 22–83                             | España                                                        | Debrecen                                                                           |  |
| 14:00               | Parciales: 7-22, 9-24, 4-22, 2-15                                          | Parciales: 7-22, 9-24, 4-22, 2-15 | Parciales: 7-22, 9-24, 4-22, 2-15                             |                                                                                    |  |
|                     | Estadísticas Maiara Pereira 9 F. de Oliveira 7 D'Arrigo 2 Maiara Pereira 8 | Reporte Pts Reb Asts Val          | Estadísticas 15 de Santiago 8 Sánchez 7 Lamana de Santiago 16 | Pabellón: Oláh Gábor Sports Hall Árbitros: Gina Cross Mihkel Männiste Carlos Vélez |  |

#### Jornada 3
| 10 de agosto de 2021 | España                                                | 61–65                                | Francia                                           | Debrecen                                                                                |  |
| 11:30                | Parciales: 29-16, 15-18, 6-11, 11-20                  | Parciales: 29-16, 15-18, 6-11, 11-20 | Parciales: 29-16, 15-18, 6-11, 11-20              |                                                                                         |  |
|                      | Estadísticas Alarcón 15 Contell 6 Lamana 4 Alarcón 13 | Reporte Pts Reb Asts Val             | Estadísticas 12 Astier 8 Gueye 4 Astier 17 Astier | Pabellón: Hódos Imre Sportcsarnok Árbitros: Martin Horozov Pavel Fuska Chuen Wing Leong |  |

| 10 de agosto de 2021 | Brasil                                                                              | 74–80                                 | Corea del Sur                                      | Debrecen                                                                                   |  |
| 11:30                | Parciales: 13-13, 20-19, 13-23, 28-25                                               | Parciales: 13-13, 20-19, 13-23, 28-25 | Parciales: 13-13, 20-19, 13-23, 28-25              |                                                                                            |  |
|                      | Estadísticas Maiara Pereira 30 Maiara Pereira 20 Maiara Pereira 7 Maiara Pereira 42 | Reporte Pts Reb Asts Val              | Estadísticas 18 Park S. 10 Lee H. 10 Cho 23 Lee H. | Pabellón: Oláh Gábor Sports Hall Árbitros: Alexey Davydov Jean Ruhamiriza Aya Khaled Ahmed |  |

### Grupo D
| Pos. | Equipo          | PJ | G | P | PF  | PC  | DP  | Pts |
| ---- | --------------- | -- | - | - | --- | --- | --- | --- |
| 1    | República Checa | 3  | 2 | 1 | 154 | 137 | +17 | 5   |
| 2    | Malí            | 3  | 2 | 1 | 155 | 139 | +16 | 4   |
| 3    | Japón           | 3  | 1 | 2 | 198 | 212 | −14 | 4   |
| 4    | Canadá          | 3  | 1 | 2 | 223 | 242 | −19 | 4   |

 Fuente: FIBA
Notas:
1. 1 2 3  Malí: 4 pts. (2–0); Japón: 3 pts. (1–1); Canadá: 2 pts. (0–2)

#### Jornada 1
| 7 de agosto de 2021 | Malí | 0–20    | República Checa | Debrecen                                                                               |  |
| 11:00               |      |         |                 |                                                                                        |  |
|                     |      | Reporte |                 | Pabellón: Oláh Gábor Sports Hall Árbitros: Paulo Marques Felipe Valenzuela Lee Ji-Youn |  |

| 7 de agosto de 2021 | Canadá                                                 | 82–83                                | Japón                                                              | Debrecen                                                                              |  |
| 14:00               | Parciales: 22-28, 32-21, 8-23, 20-11                   | Parciales: 22-28, 32-21, 8-23, 20-11 | Parciales: 22-28, 32-21, 8-23, 20-11                               |                                                                                       |  |
|                     | Estadísticas Day-Wilson 29 Ejim 9 Day-Wilson 4 Ejim 25 | Reporte Pts Reb Asts Val             | Estadísticas 16 Emura 11 Tateyama, Tanaka 6 Hirashita 14 Hirashita | Pabellón: Oláh Gábor Sports Hall Árbitros: Tomas Jasevičius Pavel Fuska Yann Davidson |  |

#### Jornada 2
| 8 de agosto de 2021 | Japón                                               | 57–67                                | Malí                                                    | Debrecen                                                                                  |  |
| 11:30               | Parciales: 18-19, 16-10, 7-23, 16-15                | Parciales: 18-19, 16-10, 7-23, 16-15 | Parciales: 18-19, 16-10, 7-23, 16-15                    |                                                                                           |  |
|                     | Estadísticas Emura 19 Sato 8 Hirashita 4 Awatani 14 | Reporte Pts Reb Asts Val             | Estadísticas 24 S. Koné 19 S. Koné 7 F. Koné 34 S. Koné | Pabellón: Hódos Imre Sportcsarnok Árbitros: Alexey Davydov Goran Sljivić Jelena Smiljanić |  |

| 8 de agosto de 2021 | República Checa                                            | 71–79                                 | Canadá                                                  | Debrecen                                                                                    |  |
| 14:30               | Parciales: 24-19, 12-17, 13-24, 22-19                      | Parciales: 24-19, 12-17, 13-24, 22-19 | Parciales: 24-19, 12-17, 13-24, 22-19                   |                                                                                             |  |
|                     | Estadísticas Paurová 16 Paurová 11 Malíková 7 Kadlecová 20 | Reporte Pts Reb Asts Val              | Estadísticas 31 Day-Wilson 10 Ejim 7 Day-Wilson 26 Ejim | Pabellón: Hódos Imre Sportcsarnok Árbitros: Gatis Salins Felipe Valenzuela Aya Khaled Ahmed |  |

#### Jornada 3
| 10 de agosto de 2021 | Malí                                                | 88–62                                 | Canadá                                                  | Debrecen                                                                                 |  |
| 14:30                | Parciales: 27-15, 21-15, 14-17, 26-15               | Parciales: 27-15, 21-15, 14-17, 26-15 | Parciales: 27-15, 21-15, 14-17, 26-15                   |                                                                                          |  |
|                      | Estadísticas Dabou 18 S. Koné 11 F. Koné 5 Dabou 25 | Reporte Pts Reb Asts Val              | Estadísticas 15 Ejim 10 Wallack 9 Day-Wilson 14 Wallack | Pabellón: Hódos Imre Sportcsarnok Árbitros: Andrei Sharapa Alexandre Deman Kristian Páez |  |

| 10 de agosto de 2021 | Japón                                                       | 58–63                               | República Checa                                           | Debrecen                                                                                 |  |
| 14:30                | Parciales: 24-13, 6-17, 20-19, 8-14                         | Parciales: 24-13, 6-17, 20-19, 8-14 | Parciales: 24-13, 6-17, 20-19, 8-14                       |                                                                                          |  |
|                      | Estadísticas Hirashita 15 Tanaka 5 Hirashita 4 Hirashita 15 | Reporte Pts Reb Asts Val            | Estadísticas 17 Paurová 10 Paurová 4 Malíková 17 Fišerová | Pabellón: Oláh Gábor Sports Hall Árbitros: Tomas Jasevičius Johnny Batista Goran Sljivić |  |

## Cuadro final
Todos los horarios corresponden al huso horario local (UTC+2)
|  | Octavos de final | Octavos de final |                 |                | Cuartos de final | Cuartos de final |  |                | Semifinales  | Semifinales  |         |                | Final        | Final        |  |
|  | 11 de agosto     | 11 de agosto     |                 |                | 13 de agosto     | 13 de agosto     |  |                | 14 de agosto | 14 de agosto |         |                | 15 de agosto | 15 de agosto |  |
|  |                  |                  |                 |                |                  |                  |  |                |              |              |         |                |              |              |  |
|  |                  |                  |                 |                |                  |                  |  |                |              |              |         |                |              |              |  |
|  | Estados Unidos   | 129              |                 |                |                  |                  |  |                |              |              |         |                |              |              |  |
|  | Estados Unidos   | 129              |                 |                |                  |                  |  |                |              |              |         |                |              |              |  |
|  | China Taipéi     | 45               |                 |                |                  |                  |  |                |              |              |         |                |              |              |  |
|  | China Taipéi     | 45               |                 | Estados Unidos | 98               |                  |  |                |              |              |         |                |              |              |  |
|  |                  |                  |                 | Estados Unidos | 98               |                  |  |                |              |              |         |                |              |              |  |
|  |                  |                  | España          | 64             |                  |                  |  |                |              |              |         |                |              |              |  |
|  | España           | 71               | España          | 64             |                  |                  |  |                |              |              |         |                |              |              |  |
|  | España           | 71               |                 |                |                  |                  |  |                |              |              |         |                |              |              |  |
|  | Japón            | 64               |                 |                |                  |                  |  |                |              |              |         |                |              |              |  |
|  | Japón            | 64               |                 |                |                  |                  |  | Estados Unidos | 75           |              |         |                |              |              |  |
|  |                  |                  |                 |                |                  |                  |  | Estados Unidos | 75           |              |         |                |              |              |  |
|  |                  |                  | Hungría         | 42             |                  |                  |  |                |              |              |         |                |              |              |  |
|  | Italia           | 48               | Hungría         | 42             |                  |                  |  |                |              |              |         |                |              |              |  |
|  | Italia           | 48               |                 |                |                  |                  |  |                |              |              |         |                |              |              |  |
|  | Hungría          | 54               |                 |                |                  |                  |  |                |              |              |         |                |              |              |  |
|  | Hungría          | 54               |                 | Hungría        | 78               |                  |  |                |              |              |         |                |              |              |  |
|  |                  |                  |                 | Hungría        | 78               |                  |  |                |              |              |         |                |              |              |  |
|  |                  |                  | República Checa | 71             |                  |                  |  |                |              |              |         |                |              |              |  |
|  | Brasil           | 64               | República Checa | 71             |                  |                  |  |                |              |              |         |                |              |              |  |
|  | Brasil           | 64               |                 |                |                  |                  |  |                |              |              |         |                |              |              |  |
|  | República Checa  | 74               |                 |                |                  |                  |  |                |              |              |         |                |              |              |  |
|  | República Checa  | 74               |                 |                |                  |                  |  |                |              |              |         | Estados Unidos | 70           |              |  |
|  |                  |                  |                 |                |                  |                  |  |                |              |              |         | Estados Unidos | 70           |              |  |
|  |                  |                  | Australia       | 52             |                  |                  |  |                |              |              |         |                |              |              |  |
|  | Australia        | 66               | Australia       | 52             |                  |                  |  |                |              |              |         |                |              |              |  |
|  | Australia        | 66               |                 |                |                  |                  |  |                |              |              |         |                |              |              |  |
|  | Argentina        | 35               |                 |                |                  |                  |  |                |              |              |         |                |              |              |  |
|  | Argentina        | 35               |                 | Australia      | 72               |                  |  |                |              |              |         |                |              |              |  |
|  |                  |                  |                 | Australia      | 72               |                  |  |                |              |              |         |                |              |              |  |
|  |                  |                  | Canadá          | 61             |                  |                  |  |                |              |              |         |                |              |              |  |
|  | Francia          | 72               | Canadá          | 61             |                  |                  |  |                |              |              |         |                |              |              |  |
|  | Francia          | 72               |                 |                |                  |                  |  |                |              |              |         |                |              |              |  |
|  | Canadá           | 79               |                 |                |                  |                  |  |                |              |              |         |                |              |              |  |
|  | Canadá           | 79               |                 |                |                  |                  |  | Australia      | 62           |              |         |                |              |              |  |
|  |                  |                  |                 |                |                  |                  |  | Australia      | 62           |              |         |                |              |              |  |
|  |                  |                  | Malí            | 50             |                  |                  |  |                |              |              |         |                |              |              |  |
|  | Egipto           | 55               | Malí            | 50             |                  |                  |  |                |              |              |         |                |              |              |  |
|  | Egipto           | 55               |                 |                |                  |                  |  |                |              |              |         |                |              |              |  |
|  | Rusia            | 85               |                 |                |                  |                  |  |                |              |              |         |                |              |              |  |
|  | Rusia            | 85               |                 | Rusia          | 47               |                  |  |                |              |              |         | 3.º puesto     | 3.º puesto   |              |  |
|  |                  |                  |                 | Rusia          | 47               |                  |  |                |              |              |         | 3.º puesto     | 3.º puesto   |              |  |
|  |                  |                  | Malí            | 69             |                  |                  |  |                |              |              |         |                |              |              |  |
|  | Corea del Sur    | 46               | Malí            | 69             |                  |                  |  |                |              |              | Hungría | 88             |              |              |  |
|  | Corea del Sur    | 46               |                 |                |                  |                  |  |                |              |              | Hungría | 88             |              |              |  |
|  | Malí             | 87               |                 |                |                  |                  |  |                |              |              |         |                | Malí         | 67           |  |
|  | Malí             | 87               |                 |                |                  |                  |  |                |              |              |         |                | Malí         | 67           |  |
|  |                  |                  |                 |                |                  |                  |  |                |              |              |         |                |              |              |  |

#### Octavos de final
| 11 de agosto de 2021 | España                                                                          | 71–64                                | Japón                                                   | Debrecen                                                                             |  |
| 11:00                | Parciales: 21-19, 14-19, 17-19, 19-7                                            | Parciales: 21-19, 14-19, 17-19, 19-7 | Parciales: 21-19, 14-19, 17-19, 19-7                    |                                                                                      |  |
|                      | Estadísticas E. Buenavida Estévez 16 M. Suárez Rodríguez 11 L. Lamana Llobera 5 | Reporte Pts Reb Asts                 | Estadísticas 20 Y. Emura 10 A. Hirashita 3 A. Hirashita | Pabellón: Oláh Gábor Sports Hall Árbitros: Paulo Marques Alexandre Deman Lee Ji-Youn |  |

| 11 de agosto de 2021 | Corea del Sur                               | 46–87                                | Malí                                         | Debrecen                                                                                  |  |
| 11:30                | Parciales: 15-15, 16-24, 5-26, 10-22        | Parciales: 15-15, 16-24, 5-26, 10-22 | Parciales: 15-15, 16-24, 5-26, 10-22         |                                                                                           |  |
|                      | Estadísticas Y. Shin 14 Y. Shin 8 S. Choo 3 | Reporte Pts Reb Asts                 | Estadísticas 19 S. Kone 13 S. Kone 7 F. Kone | Pabellón: Hódos Imre Sportcsarnok Árbitros: Tomas Jasevičius Christine Vuong Carlos Vélez |  |

| 11 de agosto de 2021 | Francia                                                  | 72–79                                 | Canadá                                              | Debrecen                                                                                        |  |
| 14:00                | Parciales: 12-20, 28-13, 13-26, 19-20                    | Parciales: 12-20, 28-13, 13-26, 19-20 | Parciales: 12-20, 28-13, 13-26, 19-20               |                                                                                                 |  |
|                      | Estadísticas L. Bussière 16 O. Diarisso 11 L. Bussière 7 | Reporte Pts Reb Asts                  | Estadísticas 19 R. Demeke 9 Y. Ejim 8 S. Day Wilson | Pabellón: Oláh Gábor Sports Hall Árbitros: Gatis Salins Esperanza Mendoza Holgado Kristian Páez |  |

| 11 de agosto de 2021 | Brasil                                                    | 64–74                                 | República Checa                                              | Debrecen                                                                                |  |
| 14:30                | Parciales: 14-15, 19-19, 11-21, 20-19                     | Parciales: 14-15, 19-19, 11-21, 20-19 | Parciales: 14-15, 19-19, 11-21, 20-19                        |                                                                                         |  |
|                      | Estadísticas R. Días Do Santos 19 M. Pereira 9 B. Aneas 5 | Reporte Pts Reb Asts                  | Estadísticas 15 P. Malikova 10 D. Paurová 7 K. Zeithammerova | Pabellón: Hódos Imre Sportcsarnok Árbitros: Gina Cross Alexey Stepanenko Alexandra Stan |  |

| 11 de agosto de 2021 | Estados Unidos                                           | 129–45                               | China Taipéi                                        | Debrecen                                                                                 |  |
| 17:00                | Parciales: 35-11, 28-14, 40-5, 26-15                     | Parciales: 35-11, 28-14, 40-5, 26-15 | Parciales: 35-11, 28-14, 40-5, 26-15                |                                                                                          |  |
|                      | Estadísticas P. Verhulst 18 J. Wolfenbarger 9 C. Clark 8 | Reporte Pts Reb Asts                 | Estadísticas 12 S. C. Tang 5 C. Y. Chen 3 J. T. Yeh | Pabellón: Oláh Gábor Sports Hall Árbitros: Pavel Fuska Jelena Smiljanić Aya Khaled Ahmed |  |

| 11 de agosto de 2021 | Italia                                               | 48–54                              | Hungría                                         | Debrecen                                                                                   |  |
| 17:30                | Parciales: 16-22, 9-11, 14-9, 9-12                   | Parciales: 16-22, 9-11, 14-9, 9-12 | Parciales: 16-22, 9-11, 14-9, 9-12              |                                                                                            |  |
|                      | Estadísticas G. Natali 14 M. Nasraoui 8 I. Panzera 6 | Reporte Pts Reb Asts               | Estadísticas 13 E. Madar 8 E. Madar 4 R. Dombai | Pabellón: Hódos Imre Sportcsarnok Árbitros: Andrei Sharapa Johnny Batista Chuen Wing Leong |  |

| 11 de agosto de 2021 | Egipto                                                     | 55–85                                | Rusia                                                | Debrecen                                                                               |  |
| 20:00                | Parciales: 16-21, 6-15, 11-29, 22-20                       | Parciales: 16-21, 6-15, 11-29, 22-20 | Parciales: 16-21, 6-15, 11-29, 22-20                 |                                                                                        |  |
|                      | Estadísticas S. Abdellatif 14 S. Abdellatif 6 H. Yassine 5 | Reporte Pts Reb Asts                 | Estadísticas 18 O. Tumanova 14 O. Kosu 8 V. Loginova | Pabellón: Oláh Gábor Sports Hall Árbitros: Mihkel Männiste Goran Sljivić Yann Davidson |  |

| 11 de agosto de 2021 | Australia                                           | 66–35                              | Argentina                                                | Debrecen                                                                                  |  |
| 20:30                | Parciales: 23-5, 16-7, 11-15, 16-8                  | Parciales: 23-5, 16-7, 11-15, 16-8 | Parciales: 23-5, 16-7, 11-15, 16-8                       |                                                                                           |  |
|                      | Estadísticas N. Puoch 15 M. Prior 9 D. Loughridge 3 | Reporte Pts Reb Asts               | Estadísticas 10 M. Vilches 10 G. Buzzetti 3 G. Baccareli | Pabellón: Hódos Imre Sportcsarnok Árbitros: Martin Horozov Nicolás Flores Jean Ruhamiriza |  |

### Cuadro por el 9.º-16.º puesto
|  | Partido 13.eɾ puesto | Partido 13.eɾ puesto |              |              | Semifinales 13º-16º | Semifinales 13º-16º |              |              | Cuartos de final 9º-16º | Cuartos de final 9º-16º |         |       | Semifinales 9º-12º | Semifinales 9º-12º |  |  | Partido 9º puesto | Partido 9º puesto |
|  |                      |                      |              |              |                     |                     |              |              |                         |                         |         |       |                    |                    |  |  |                   |                   |
|  |                      |                      |              |              |                     |                     |              |              | 13 de agosto            |                         |         |       |                    |                    |  |  |                   |                   |
|  |                      |                      |              |              |                     |                     |              |              |                         |                         |         |       |                    |                    |  |  |                   |                   |
|  | 15 de agosto         | 15 de agosto         |              |              | 14 de agosto        | 14 de agosto        |              |              | China Taipéi            | 42                      |         |       | 14 de agosto       | 14 de agosto       |  |  | 15 de agosto      | 15 de agosto      |
|  | 15 de agosto         | 15 de agosto         |              |              | 14 de agosto        | 14 de agosto        |              |              | China Taipéi            | 42                      |         |       | 14 de agosto       | 14 de agosto       |  |  | 15 de agosto      | 15 de agosto      |
|  | 15 de agosto         | 15 de agosto         |              |              | 14 de agosto        | 14 de agosto        | Japón        | 111          |                         |                         |         |       | 14 de agosto       | 14 de agosto       |  |  | 15 de agosto      | 15 de agosto      |
|  | 15 de agosto         | 15 de agosto         |              | China Taipéi | 86                  |                     | Japón        | 111          |                         |                         |         | Japón | 88                 |                    |  |  | 15 de agosto      | 15 de agosto      |
|  | 15 de agosto         | 15 de agosto         | 13 de agosto | China Taipéi | 86                  |                     |              |              |                         |                         |         | Japón | 88                 |                    |  |  | 15 de agosto      | 15 de agosto      |
|  | 15 de agosto         | 15 de agosto         |              |              | Brasil              | 70                  |              |              | Italia                  | 51                      |         |       |                    |                    |  |  | 15 de agosto      | 15 de agosto      |
|  | 15 de agosto         | 15 de agosto         | Italia       | 71           | Brasil              | 70                  |              |              | Italia                  | 51                      |         |       |                    |                    |  |  | 15 de agosto      | 15 de agosto      |
|  | 15 de agosto         | 15 de agosto         | Italia       | 71           |                     |                     |              |              |                         |                         |         |       |                    |                    |  |  | 15 de agosto      | 15 de agosto      |
|  | 15 de agosto         | 15 de agosto         |              |              | Brasil              | 43                  |              |              |                         |                         |         |       |                    |                    |  |  | 15 de agosto      | 15 de agosto      |
|  | China Taipéi         | 50                   |              |              | Brasil              | 43                  | Japón        | 68           |                         |                         |         |       |                    |                    |  |  |                   |                   |
|  | China Taipéi         | 50                   | 13 de agosto |              |                     |                     | Japón        | 68           |                         |                         |         |       |                    |                    |  |  |                   |                   |
|  | Corea del Sur        | 55                   |              |              | Francia             | 62                  |              |              |                         |                         |         |       |                    |                    |  |  |                   |                   |
|  | Corea del Sur        | 55                   | Argentina    | 39           | Francia             | 62                  |              |              |                         |                         |         |       |                    |                    |  |  |                   |                   |
|  |                      |                      | Argentina    | 39           | 14 de agosto        | 14 de agosto        | 14 de agosto | 14 de agosto |                         |                         |         |       |                    |                    |  |  |                   |                   |
|  |                      |                      | Francia      | 64           | 14 de agosto        | 14 de agosto        | 14 de agosto | 14 de agosto |                         |                         |         |       |                    |                    |  |  |                   |                   |
|  | Partido 15º puesto   | Partido 15º puesto   | Francia      | 64           | Argentina           | 48                  |              |              |                         |                         | Francia | 103   | Partido 11º puesto | Partido 11º puesto |  |  |                   |                   |
|  | Partido 15º puesto   | Partido 15º puesto   | 13 de agosto |              | Argentina           | 48                  |              |              |                         |                         | Francia | 103   | Partido 11º puesto | Partido 11º puesto |  |  |                   |                   |
|  | 15 de agosto         | 15 de agosto         |              |              | Corea del Sur       | 57                  |              |              | Egipto                  | 35                      |         |       | 15 de agosto       | 15 de agosto       |  |  |                   |                   |
|  | Brasil               | 63                   | Egipto       | 63           | Corea del Sur       | 57                  | Italia       | 80           | Egipto                  | 35                      |         |       |                    |                    |  |  |                   |                   |
|  | Brasil               | 63                   | Egipto       | 63           |                     |                     | Italia       | 80           |                         |                         |         |       |                    |                    |  |  |                   |                   |
|  | Argentina            | 69                   |              |              | Corea del Sur       | 62                  |              |              | Egipto                  | 66                      |         |       |                    |                    |  |  |                   |                   |

#### Cuartos de final del 9º–16º puesto
| 13 de agosto de 2021 | China Taipéi                               | 42–111                              | Japón                                               | Debrecen                                                                                |  |
| 11:00                | Parciales: 10-42, 6-29, 17-14, 9-26        | Parciales: 10-42, 6-29, 17-14, 9-26 | Parciales: 10-42, 6-29, 17-14, 9-26                 |                                                                                         |  |
|                      | Estadísticas Kuo 17 Kuo 6 Chen C. 3 Kuo 10 | Reporte Pts Reb Asts Val            | Estadísticas 21 Ogita 8 Awatani 14 Yamada 26 Yamada | Pabellón: Oláh Gábor Sports Hall Árbitros: Christine Vuong Aya Khaled Ahmed Siniša Prpa |  |

| 13 de agosto de 2021 | Italia                                                   | 71–43                               | Brasil                                                                                            | Debrecen                                                                                 |  |
| 14:00                | Parciales: 15-14, 18-7, 16-5, 22-17                      | Parciales: 15-14, 18-7, 16-5, 22-17 | Parciales: 15-14, 18-7, 16-5, 22-17                                                               |                                                                                          |  |
|                      | Estadísticas Allievi 12 Mbengue 14 Nasraoui 6 Allievi 22 | Reporte Pts Reb Asts Val            | Estadísticas 13 Maisa Pereira 10 Maisa Pereira 2 Aneas, Gonçalves, Maisa Pereira 15 Maisa Pereira | Pabellón: Oláh Gábor Sports Hall Árbitros: Martin Horozov Goran Sljivić Chuen Wing Leong |  |

| 13 de agosto de 2021 | Argentina                                               | 39–64                              | Francia                                              | Debrecen                                                                            |  |
| 17:00                | Parciales: 2-22, 10-20, 18-16, 9-6                      | Parciales: 2-22, 10-20, 18-16, 9-6 | Parciales: 2-22, 10-20, 18-16, 9-6                   |                                                                                     |  |
|                      | Estadísticas Toledano 8 Fernández 6 Bazán 2 Toledano 11 | Reporte Pts Reb Asts Val           | Estadísticas 12 Abega 8 Bussière 8 Lacan 18 Bussière | Pabellón: Oláh Gábor Sports Hall Árbitros: Tomas Jasevičius Pavel Fuska Lee Ji-Youn |  |

| 13 de agosto de 2021 | Egipto                                                 | 63–62                                | Corea del Sur                               | Debrecen                                                                                      |  |
| 20:00                | Parciales: 24-15, 13-16, 7-10, 19-21                   | Parciales: 24-15, 13-16, 7-10, 19-21 | Parciales: 24-15, 13-16, 7-10, 19-21        |                                                                                               |  |
|                      | Estadísticas Hussein 20 Hussein 10 Elfiky 4 Hussein 22 | Reporte Pts Reb Asts Val             | Estadísticas 28 Lee H. 9 Ko 4 Cho 24 Lee H. | Pabellón: Oláh Gábor Sports Hall Árbitros: Felipe Valenzuela Veronika Vávrová Jean Ruhamiriza |  |

#### Semifinales del 13º–16º puesto
| 14 de agosto de 2021 | China Taipéi                                               | 86–70                                 | Brasil                                                      | Debrecen                                                                                  |  |
| 11:00                | Parciales: 20-17, 22-16, 26-16, 18-21                      | Parciales: 20-17, 22-16, 26-16, 18-21 | Parciales: 20-17, 22-16, 26-16, 18-21                       |                                                                                           |  |
|                      | Estadísticas Chen C. 21 Kuo 10 Li Y., Chen C. 5 Chen Y. 24 | Reporte Pts Reb Asts Val              | Estadísticas 15 Aneas 10 Maiara Pereira 6 D'Arrigo 20 Aneas | Pabellón: Oláh Gábor Sports Hall Árbitros: Felipe Valenzuela Alexandra Stan Yann Davidson |  |

| 14 de agosto de 2021 | Argentina                                                  | 48–57                               | Corea del Sur                                | Debrecen                                                                                 |  |
| 14:00                | Parciales: 18-5, 8-18, 11-15, 11-19                        | Parciales: 18-5, 8-18, 11-15, 11-19 | Parciales: 18-5, 8-18, 11-15, 11-19          |                                                                                          |  |
|                      | Estadísticas Bazán, Tondi 8 Toledano 9 Tondi 4 Toledano 12 | Reporte Pts Reb Asts Val            | Estadísticas 16 Lee 14 Lee 6 Park So. 25 Lee | Pabellón: Oláh Gábor Sports Hall Árbitros: Johnny Batista Paulo Marques Veronika Vávrová |  |

#### Semifinales del 9º–12º puesto
| 14 de agosto de 2021 | Japón                                            | 88–51                                 | Italia                                                            | Debrecen                                                                              |  |
| 17:00                | Parciales: 26-10, 13-13, 26-13, 23-15            | Parciales: 26-10, 13-13, 26-13, 23-15 | Parciales: 26-10, 13-13, 26-13, 23-15                             |                                                                                       |  |
|                      | Estadísticas Ogita 15 Tanaka 7 Yamada 6 Emura 18 | Reporte Pts Reb Asts Val              | Estadísticas 18 Panzera 7 Colognesi 3 Allievi, Panzera 12 Panzera | Pabellón: Oláh Gábor Sports Hall Árbitros: Gatis Salins Chuen Wing Leong Carlos Vélez |  |

| 14 de agosto de 2021 | Francia                                                     | 103–35                             | Egipto                                                 | Debrecen                                                                              |  |
| 20:00                | Parciales: 34-8, 22-5, 21-13, 26-9                          | Parciales: 34-8, 22-5, 21-13, 26-9 | Parciales: 34-8, 22-5, 21-13, 26-9                     |                                                                                       |  |
|                      | Estadísticas Astier 24 Diarisso, Roumy 8 Astier 8 Astier 34 | Reporte Pts Reb Asts Val           | Estadísticas 11 Heshameldin 6 Elfiky 3 Bahgat 7 Elfiky | Pabellón: Oláh Gábor Sports Hall Árbitros: Mihkel Männiste Alexey Davydov Lee Ji-Youn |  |

#### Partido por el 15º puesto
| 15 de agosto de 2021 | Brasil                                                                  | 63–69                                | Argentina                                         | Debrecen                                                                                |  |
| 8:30                 | Parciales: 16-13, 21-20, 17-17, 9-19                                    | Parciales: 16-13, 21-20, 17-17, 9-19 | Parciales: 16-13, 21-20, 17-17, 9-19              |                                                                                         |  |
|                      | Estadísticas Maisa Pereira 17 Maisa Pereira 13 Aneas 7 Maisa Pereira 26 | Reporte Pts Reb Asts Val             | Estadísticas 14 Maza 6 Vilches 4 Maza 13 Buzzetti | Pabellón: Oláh Gábor Sports Hall Árbitros: Goran Sljivić Carlos Vélez Alexey Stepanenko |  |

#### Partido por el 13º puesto
| 15 de agosto de 2021 | China Taipéi                                         | 50–55                                | Corea del Sur                                        | Debrecen                                                                                 |  |
| 11:30                | Parciales: 13-17, 12-16, 12-13, 13-9                 | Parciales: 13-17, 12-16, 12-13, 13-9 | Parciales: 13-17, 12-16, 12-13, 13-9                 |                                                                                          |  |
|                      | Estadísticas Chen C. 15 Chen C. 9 Li Y. 4 Chen C. 21 | Reporte Pts Reb Asts Val             | Estadísticas 14 Lee H. 18 Lee H. 4 Byun S. 32 Lee H. | Pabellón: Oláh Gábor Sports Hall Árbitros: Andrei Sharapa Aya Khaled Ahmed Yann Davidson |  |

#### Partido por el 11º puesto
| 15 de agosto de 2021 | Italia                                                                           | 80–66                                 | Egipto                                                   | Debrecen                                                                               |  |
| 14:30                | Parciales: 21-23, 24-13, 18-13, 17-17                                            | Parciales: 21-23, 24-13, 18-13, 17-17 | Parciales: 21-23, 24-13, 18-13, 17-17                    |                                                                                        |  |
|                      | Estadísticas Natali 13 Egwoh 7 Turel, Nativi, Panzera 4 Natali, Turel, Nativi 13 | Reporte Pts Reb Asts Val              | Estadísticas 18 Kabil 16 Hussein 6 Abdellatif 25 Hussein | Pabellón: Oláh Gábor Sports Hall Árbitros: Alexey Davydov Siniša Prpa Chuen Wing Leong |  |

#### Partido por el 9º puesto
| 15 de agosto de 2021 | Japón                                                                        | 68–62                                 | Francia                                             | Debrecen                                                                                  |  |
| 17:30                | Parciales: 21-16, 13-10, 19-15, 15-21                                        | Parciales: 21-16, 13-10, 19-15, 15-21 | Parciales: 21-16, 13-10, 19-15, 15-21               |                                                                                           |  |
|                      | Estadísticas Hirashita 23 Hirashita 9 Yamada, Emura, Tateyama 2 Hirashita 22 | Reporte Pts Reb Asts Val              | Estadísticas 17 Astier 6 Bussière 7 Lacan 20 Astier | Pabellón: Oláh Gábor Sports Hall Árbitros: Martin Horozov Jelena Smiljanić Nicolás Flores |  |

### Cuadro por el 5.º-8.º puesto
|  | Semifinales 5º-8º | Semifinales 5º-8º |        |                 | Partido 5º puesto | Partido 5º puesto |  |
|  | 14 de agosto      | 14 de agosto      |        |                 | 15 de agosto      | 15 de agosto      |  |
|  |                   |                   |        |                 |                   |                   |  |
|  |                   |                   |        |                 |                   |                   |  |
|  | España            | 63                |        |                 |                   |                   |  |
|  | España            | 63                |        |                 |                   |                   |  |
|  | República Checa   | 66                |        |                 |                   |                   |  |
|  | República Checa   | 66                |        | República Checa | 61                |                   |  |
|  |                   |                   |        | República Checa | 61                |                   |  |
|  |                   |                   | Canadá | 72              |                   |                   |  |
|  | Canadá            | 66                | Canadá | 72              |                   |                   |  |
|  | Canadá            | 66                |        |                 |                   |                   |  |
|  | Rusia             | 58                |        |                 | Partido 7º puesto | Partido 7º puesto |  |
|  | Rusia             | 58                |        |                 | Partido 7º puesto | Partido 7º puesto |  |
|  |                   |                   |        |                 |                   |                   |  |
|  |                   |                   |        |                 | España            | 60                |  |
|  |                   |                   |        |                 | España            | 60                |  |
|  |                   |                   |        |                 | Rusia             | 51                |  |
|  |                   |                   |        |                 | Rusia             | 51                |  |
|  |                   |                   |        |                 |                   |                   |  |

#### Semifinales del 5.º-8.º puesto
| 14 de agosto de 2021 | Canadá                                                                   | 66–58                                | Rusia                                              | Debrecen                                                                                |  |
| 11:30                | Parciales: 15-11, 20-29, 15-4, 16-14                                     | Parciales: 15-11, 20-29, 15-4, 16-14 | Parciales: 15-11, 20-29, 15-4, 16-14               |                                                                                         |  |
|                      | Estadísticas Day-Wilson 22 Day-Wilson 11 Day-Wilson, Lee 2 Day-Wilson 18 | Reporte Pts Reb Asts Val             | Estadísticas 13 Kosu 11 Kosu 6 Koshechkina 21 Kosu | Pabellón: Hódos Imre Sportcsarnok Árbitros: Martin Horozov Pavel Fuska Aya Khaled Ahmed |  |

| 14 de agosto de 2021 | España                                                              | 63–66                                 | República Checa                                               | Debrecen                                                                          |  |
| 14:30                | Parciales: 16-16, 16-18, 15-18, 16-14                               | Parciales: 16-16, 16-18, 15-18, 16-14 | Parciales: 16-16, 16-18, 15-18, 16-14                         |                                                                                   |  |
|                      | Estadísticas Contell 12 Buenavida 7 cuatro jugadoras 4 Buenavida 17 | Reporte Pts Reb Asts Val              | Estadísticas 17 Paurová 7 Paurová 7 Zeithammerova 17 Malíková | Pabellón: Hódos Imre Sportcsarnok Árbitros: Gina Cross Siniša Prpa Nicolás Flores |  |

#### Partido por el 7.º puesto
| 15 de agosto de 2021 | España                                                | 60–51                                | Rusia                                                                               | Debrecen                                                                                 |  |
| 11:30                | Parciales: 21-14, 14-11, 9-12, 16-14                  | Parciales: 21-14, 14-11, 9-12, 16-14 | Parciales: 21-14, 14-11, 9-12, 16-14                                                |                                                                                          |  |
|                      | Estadísticas Lamana 12 Buenavida 6 Lamana 4 Lamana 18 | Reporte Pts Reb Asts Val             | Estadísticas 12 Koshechkina 9 Sirazutdinova 4 Rodionova 10 Odintcova, Sirazutdinova | Pabellón: Hódos Imre Sportcsarnok Árbitros: Gina Cross Alexandre Deman Felipe Valenzuela |  |

#### Partido por el 5.º puesto
| 15 de agosto de 2021 | República Checa                                                   | 61–72                                | Canadá                                            | Debrecen                                                                               |  |
| 14:30                | Parciales: 5-23, 20-19, 19-18, 17-12                              | Parciales: 5-23, 20-19, 19-18, 17-12 | Parciales: 5-23, 20-19, 19-18, 17-12              |                                                                                        |  |
|                      | Estadísticas Paurová 14 Malíková 7 Paurová 3 Paurová, Malíková 11 | Reporte Pts Reb Asts Val             | Estadísticas 12 Ejim 13 Ejim 7 Day-Wilson 25 Ejim | Pabellón: Hódos Imre Sportcsarnok Árbitros: Tomas Jasevičius Paulo Marques Lee Ji-Youn |  |

### Fase final

#### Cuartos de final
| 13 de agosto de 2021 | Australia                                               | 72–61                                 | Canadá                                                  | Debrecen                                                                                             |  |
| 11:30                | Parciales: 19-12, 11-18, 13-19, 29-12                   | Parciales: 19-12, 11-18, 13-19, 29-12 | Parciales: 19-12, 11-18, 13-19, 29-12                   | |  |
|                      | Estadísticas Puoch 25 Melbourne 9 Deeble 6 Melbourne 25 | Reporte Pts Reb Asts Val              | Estadísticas 17 Day Wilson 11 Ejim 3 Day Wilson 17 Ejim | Pabellón: Hódos Imre Sportcsarnok Árbitros: Andrei Sharapa Mihkel Männiste Esperanza Mendoza Holgado |  |

| 13 de agosto de 2021 | Rusia                                           | 47–69                                | Malí                                                    | Debrecen                                                                            |  |
| 14:30                | Parciales: 13-14, 17-20, 13-11, 4-24            | Parciales: 13-14, 17-20, 13-11, 4-24 | Parciales: 13-14, 17-20, 13-11, 4-24                    |                                                                                     |  |
|                      | Estadísticas Kosu 16 Kosu 13 Loginova 3 Koru 26 | Reporte Pts Reb Asts Val             | Estadísticas 21 S. Koné 11 S. Koné 7 F. Koné 27 S. Koné | Pabellón: Hódos Imre Sportcsarnok Árbitros: Gina Cross Johnny Batista Kristian Páez |  |

| 13 de agosto de 2021 | Hungría                                          | 78–71                                 | República Checa                                                | Debrecen                                                                                |  |
| 17:30                | Parciales: 26-22, 14-13, 17-17, 21-19            | Parciales: 26-22, 14-13, 17-17, 21-19 | Parciales: 26-22, 14-13, 17-17, 21-19                          |                                                                                         |  |
|                      | Estadísticas Boros 23 Madar 11 Dombai 7 Madar 23 | Reporte Pts Reb Asts Val              | Estadísticas 22 Paurová 12 Fišerová 5 Zeithammerová 20 Paurová | Pabellón: Hódos Imre Sportcsarnok Árbitros: Gatis Salins Alexandre Deman Alexey Davydov |  |

| 13 de agosto de 2021 | Estados Unidos                                  | 98–64                                 | España                                                   | Debrecen                                                                                     |  |
| 20:30                | Parciales: 30-18, 20-17, 29-14, 19-15           | Parciales: 30-18, 20-17, 29-14, 19-15 | Parciales: 30-18, 20-17, 29-14, 19-15                    |                                                                                              |  |
|                      | Estadísticas Clark 17 Betts 8 Paopao 7 Betts 23 | Reporte Pts Reb Asts Val              | Estadísticas 20 Contell 4 Buenavida 3 Contell 25 Contell | Pabellón: Hódos Imre Sportcsarnok Árbitros: Paulo Marques Jelena Smiljanić Alexey Stepanenko |  |

#### Semifinales
| 14 de agosto de 2021 | Estados Unidos                                   | 75–42                                | Hungría                                                | Debrecen                                                                                 |  |
| 17:30                | Parciales: 13-5, 22-10, 28-17, 12-10             | Parciales: 13-5, 22-10, 28-17, 12-10 | Parciales: 13-5, 22-10, 28-17, 12-10                   |                                                                                          |  |
|                      | Estadísticas Citron 17 Betts 12 Fudd 4 Citron 25 | Reporte Pts Reb Asts Val             | Estadísticas 14 Boros 5 Boros 4 Dombai 12 Mikos, Boros | Pabellón: Hódos Imre Sportcsarnok Árbitros: Andrei Sharapa Christine Vuong Kristian Páez |  |

| 14 de agosto de 2021 | Australia                                                      | 62–50                               | Malí                                                    | Debrecen                                                                                      |  |
| 20:30                | Parciales: 14-12, 17-12, 7-9, 24-17                            | Parciales: 14-12, 17-12, 7-9, 24-17 | Parciales: 14-12, 17-12, 7-9, 24-17                     |                                                                                               |  |
|                      | Estadísticas Melbourne 19 Puoch 9 Deeble, Melbourne 5 Puoch 25 | Reporte Pts Reb Asts Val            | Estadísticas 15 S. Koné 19 S. Koné 4 F. Koné 25 S. Koné | Pabellón: Hódos Imre Sportcsarnok Árbitros: Tomas Jasevičius Jelena Smiljanić Alexandre Deman |  |

#### Partido por el tercer puesto
| 15 de agosto de 2021 | Hungría                                                                          | 88–67                                 | Malí                                                    | Debrecen                                                                                   |  |
| 17:30                | Parciales: 18-14, 24-17, 20-18, 26-18                                            | Parciales: 18-14, 24-17, 20-18, 26-18 | Parciales: 18-14, 24-17, 20-18, 26-18                   |                                                                                            |  |
|                      | Estadísticas Boros 25 Dombai, Krasovec, Madar 6 Kéita, Dombai, Boros 6 Dombai 27 | Reporte Pts Reb Asts Val              | Estadísticas 25 S. Koné 16 S. Koné 9 F. Koné 30 S. Koné | Pabellón: Hódos Imre Sportcsarnok Árbitros: Johnny Batista Christine Vuong Mihkel Männiste |  |

#### Final
| 15 de agosto de 2021 | Estados Unidos                                    | 70–52                                 | Australia                                                   | Debrecen                                                                                         |  |
| 20:30                | Parciales: 18-14, 18-14, 19-10, 15-14             | Parciales: 18-14, 18-14, 19-10, 15-14 | Parciales: 18-14, 18-14, 19-10, 15-14                       |                                                                                                  |  |
|                      | Estadísticas Johnson 15 Betts 14 Clark 8 Betts 18 | Reporte Pts Reb Asts Val              | Estadísticas 13 Deeble 6 Prior 4 Melbourne 10 Deeble, Prior | Pabellón: Hódos Imre Sportcsarnok Árbitros: Gatis Salins Esperanza Mendoza Holgado Kristian Páez |  |

| Bandera de Estados Unidos         |
| Campeón Estados Unidos 9.° título |

## Medallero
| Australia | Estados Unidos | Hungría |

## Clasificación final
| Pos.              | Equipo          | Pts | G-P | PF  | PC  | Dif. |
| ----------------- | --------------- | --- | --- | --- | --- | ---- |
| Medalla de oro    | Estados Unidos  | 14  | 7-0 | 664 | 335 | +329 |
| Medalla de plata  | Australia       | 12  | 5-2 | 468 | 385 | +83  |
| Medalla de bronce | Hungría         | 12  | 5-2 | 497 | 402 | +95  |
| 4                 | Malí            | 10  | 4-3 | 428 | 382 | +46  |
| 5                 | Canadá          | 11  | 4-3 | 501 | 505 | −4   |
| 6                 | República Checa | 11  | 4-3 | 426 | 414 | +12  |
| 7                 | España          | 11  | 4-3 | 489 | 403 | +86  |
| 8                 | Rusia           | 11  | 4-3 | 456 | 393 | +63  |
| 9                 | Japón           | 11  | 4-3 | 529 | 438 | +91  |
| 10                | Francia         | 12  | 5-2 | 542 | 369 | +173 |
| 11                | Italia          | 10  | 3-4 | 410 | 478 | −68  |
| 12                | Egipto          | 8   | 1-6 | 356 | 607 | −251 |
| 13                | Corea del Sur   | 10  | 3-4 | 372 | 501 | −129 |
| 14                | China Taipéi    | 8   | 1-6 | 366 | 601 | −235 |
| 15                | Argentina       | 9   | 2-5 | 327 | 459 | −132 |
| 16                | Brasil          | 7   | 0-7 | 388 | 547 | −159 |

## Premios
| Quinteto ideal                                                  |
| --------------------------------------------------------------- |
| Caitlin Clark Sonia Citron Jade Melbourne Julia Boros Sika Koné |
| MVP: Caitlin Clark                                              |